# 石塚友二
石塚友二（1906年9月20日—1986年2月8日）是一位日本作家、詩人與小說家，出生於日本新潟縣北蒲原郡笹岡村（現阿賀野市）。